# Saint-Germain-de-Marencennes
Pour les articles homonymes, voir Saint-Germain.
Saint-Germain-de-Marencennes est une ancienne commune du sud-ouest de la France située dans le département de la Charente-Maritime (région Nouvelle-Aquitaine). Ses habitants sont appelés les Marancennais et les Marancennaises. Elle a fusionné le 1er mars 2018 avec Péré pour former la commune de Saint-Pierre-la-Noue.

## Géographie

### Communes limitrophes
|          | Péré                         | Surgères |
| Landrais | Saint-Germain-de-Marencennes | Vandré   |
| Muron    | Genouillé                    |          |

### Hydrographie
La commune est traversée par la petite rivière de la Gères, unique affluent de la Devise. Le site de confluence est situé au lieu-dit Le Gué-Charreau. Le cours est ensuite canalisé et devient le canal de Charras.

## Toponymie
Le nom de la commune provient de la référence à saint Germain, à qui la paroisse avait été dédiée. 

## Politique et administration

### Liste des maires
| Période | Période         | Identité        | Étiquette | Qualité         |
| ------- | --------------- | --------------- | --------- | --------------- |
| 2001    | 2006            | Michel Massé    |           |                 |
| 2006    | 2008            | Joël Massonneau |           |                 |
| 2008    | 2014            | Sylvie Rodier   |           |                 |
| 2014    | 28 février 2018 | Walter Garcia   | SE        | Cadre supérieur |

## Démographie

### Évolution démographique
L'évolution du nombre d'habitants est connue à travers les recensements de la population effectués dans la commune depuis 1793. Pour les communes de moins de 10 000 habitants, une enquête de recensement portant sur toute la population est réalisée tous les cinq ans, les populations de référence des années intermédiaires étant quant à elles estimées par interpolation ou extrapolation. Pour la commune, le premier recensement exhaustif entrant dans le cadre du nouveau dispositif a été réalisé en 2005.

En 2016, la commune comptait 1 207 habitants, en évolution de +1,51 % par rapport à 2010 (Charente-Maritime : +4,04 %, France hors Mayotte : +2,11 %).
| 1793 | 1800 | 1806 | 1821 | 1831 | 1836 | 1841 | 1846 | 1851  |
| ---- | ---- | ---- | ---- | ---- | ---- | ---- | ---- | ----- |
| 413  | 384  | 424  | 433  | 580  | 605  | 609  | 572  | 1 199 |

| 1856  | 1861  | 1866  | 1872  | 1876  | 1881  | 1886  | 1891  | 1896 |
| ----- | ----- | ----- | ----- | ----- | ----- | ----- | ----- | ---- |
| 1 238 | 1 334 | 1 337 | 1 213 | 1 261 | 1 258 | 1 125 | 1 024 | 967  |

| 1901 | 1906 | 1911 | 1921 | 1926 | 1931 | 1936 | 1946 | 1954 |
| ---- | ---- | ---- | ---- | ---- | ---- | ---- | ---- | ---- |
| 900  | 895  | 879  | 762  | 788  | 718  | 694  | 716  | 778  |

| 1962 | 1968 | 1975 | 1982 | 1990  | 1999  | 2005  | 2006  | 2010  |
| ---- | ---- | ---- | ---- | ----- | ----- | ----- | ----- | ----- |
| 790  | 806  | 895  | 974  | 1 079 | 1 038 | 1 105 | 1 117 | 1 189 |

| 2015  | 2016  | - | - | - | - | - | - | - |
| ----- | ----- | - | - | - | - | - | - | - |
| 1 212 | 1 207 | - | - | - | - | - | - | - |

## Économie
- L'industrie du meuble est présente dans la commune avec la Sofec usine de production de cuisines.
- L'industrie est également représentée par la présence d'une importante minoterie industrielle qui est, le plus gros établissement de production de farines pour la panification de la Charente-Maritime. Cette usine de meunerie industrielle travaille étroitement avec l'ÉNILIA-ENSMIC de Surgères où un moulin-pilote, unique en Europe, a été édifié.

## Lieux et monuments
- L'église Saint-Germain. Cette église qui se trouve à la jonction des deux anciens villages Saint-Germain et Marencennes, a été construite en 1861.
- Le Moulin Sirat. C'est le dernier moulin à vent sur la douzaine de moulins qui existaient autrefois à Saint-Gemain-de-Marencennes. Il date de 1813 et a fonctionné jusqu'au début du XXe siècle.

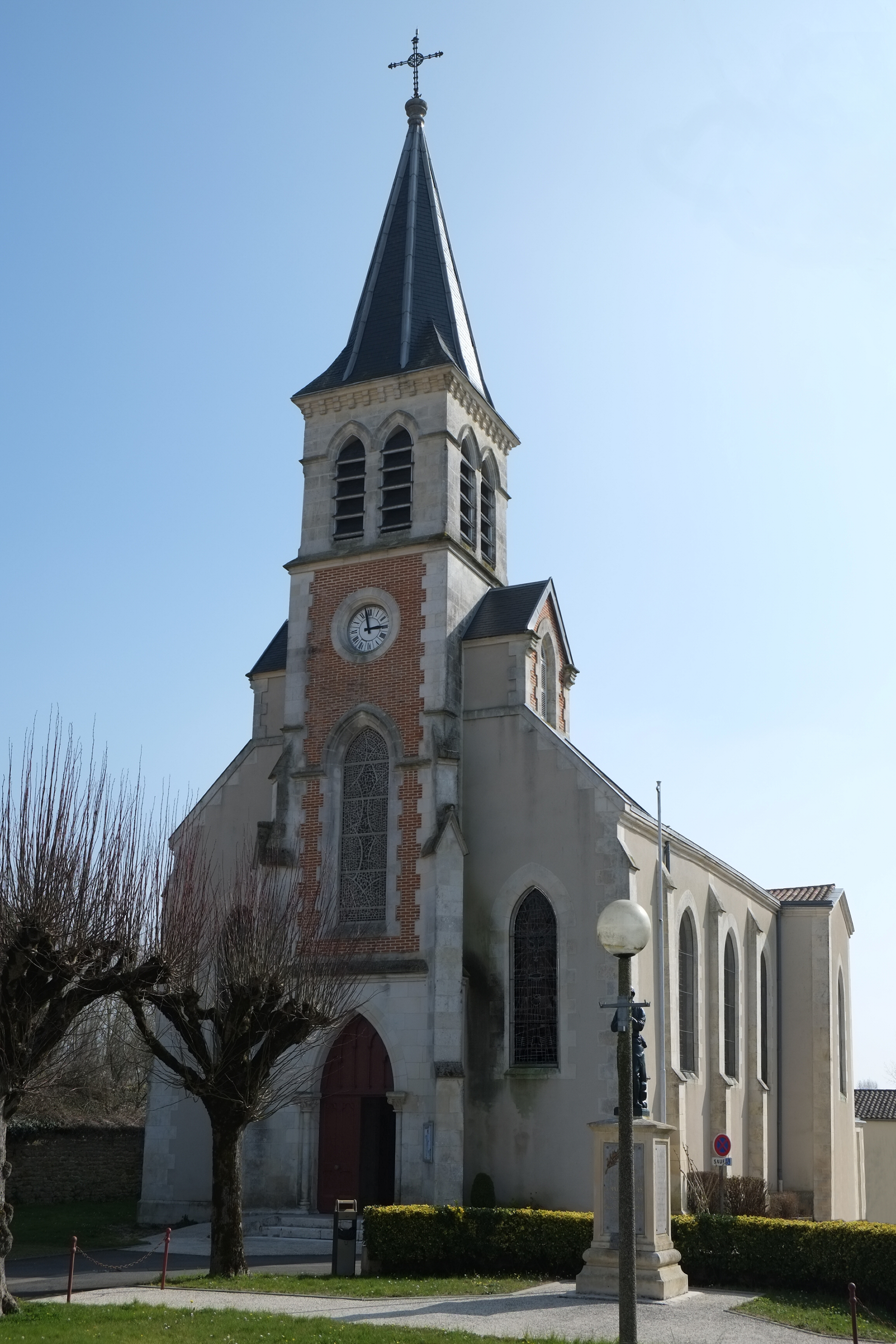
L'église Saint-Germain.
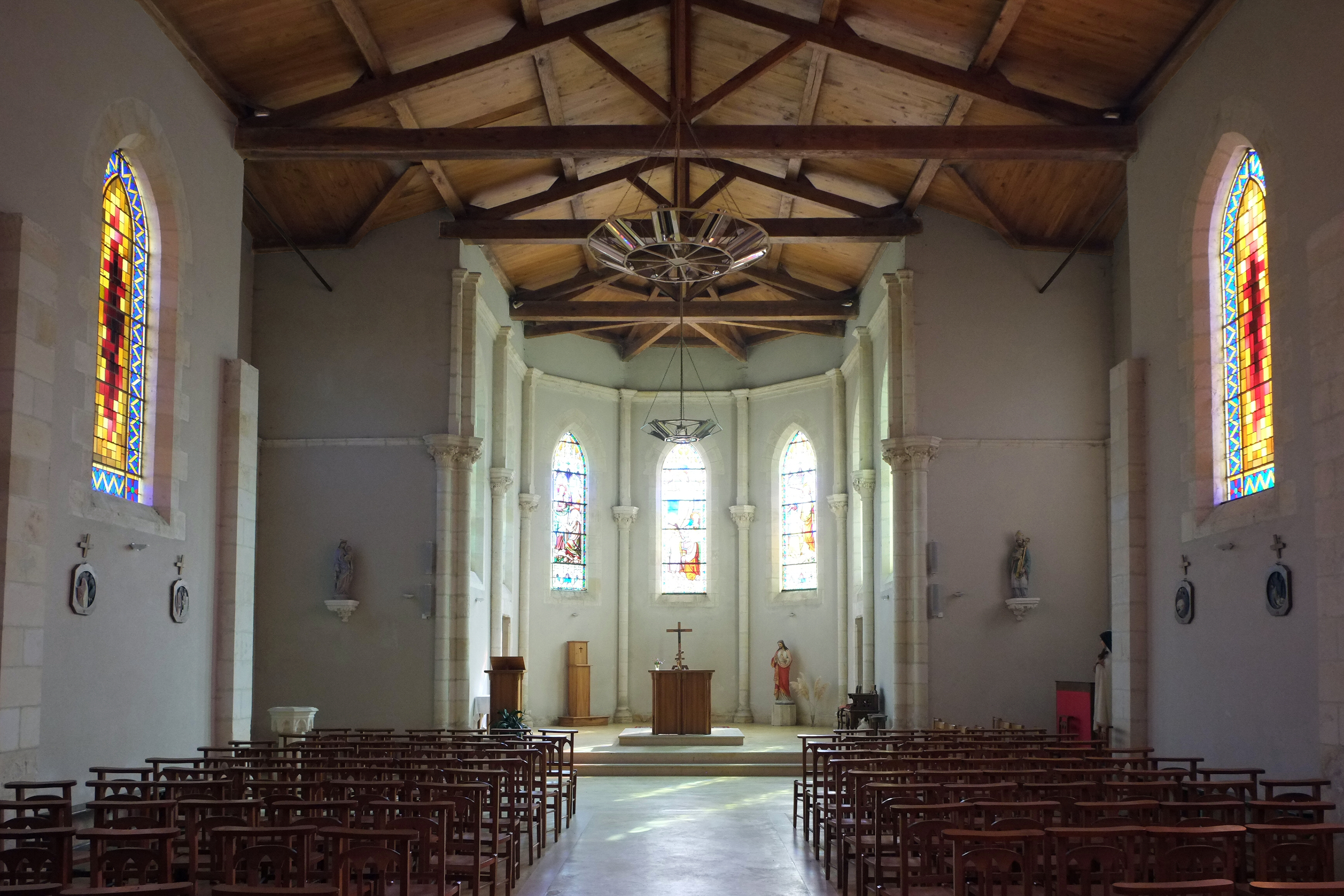
La nef de l'église.

## Personnalités liées à la commune
- Raymund Pérault (1435-1505), cardinal, administrateur du diocèse de Saintes en 1505.
- Jean Rivier (1896-1987), compositeur.

## Héraldique
| Blason | Blasonnement : De gueules au soleil d’or accompagné de trois poires du même, celle du chef à dextre en barre et celle du chef à senestre en bande, au chef d’or chargé d’une aigle de sable. Commentaires : Le statut officiel du blason reste à déterminer. |